# Danziger Goldwasser

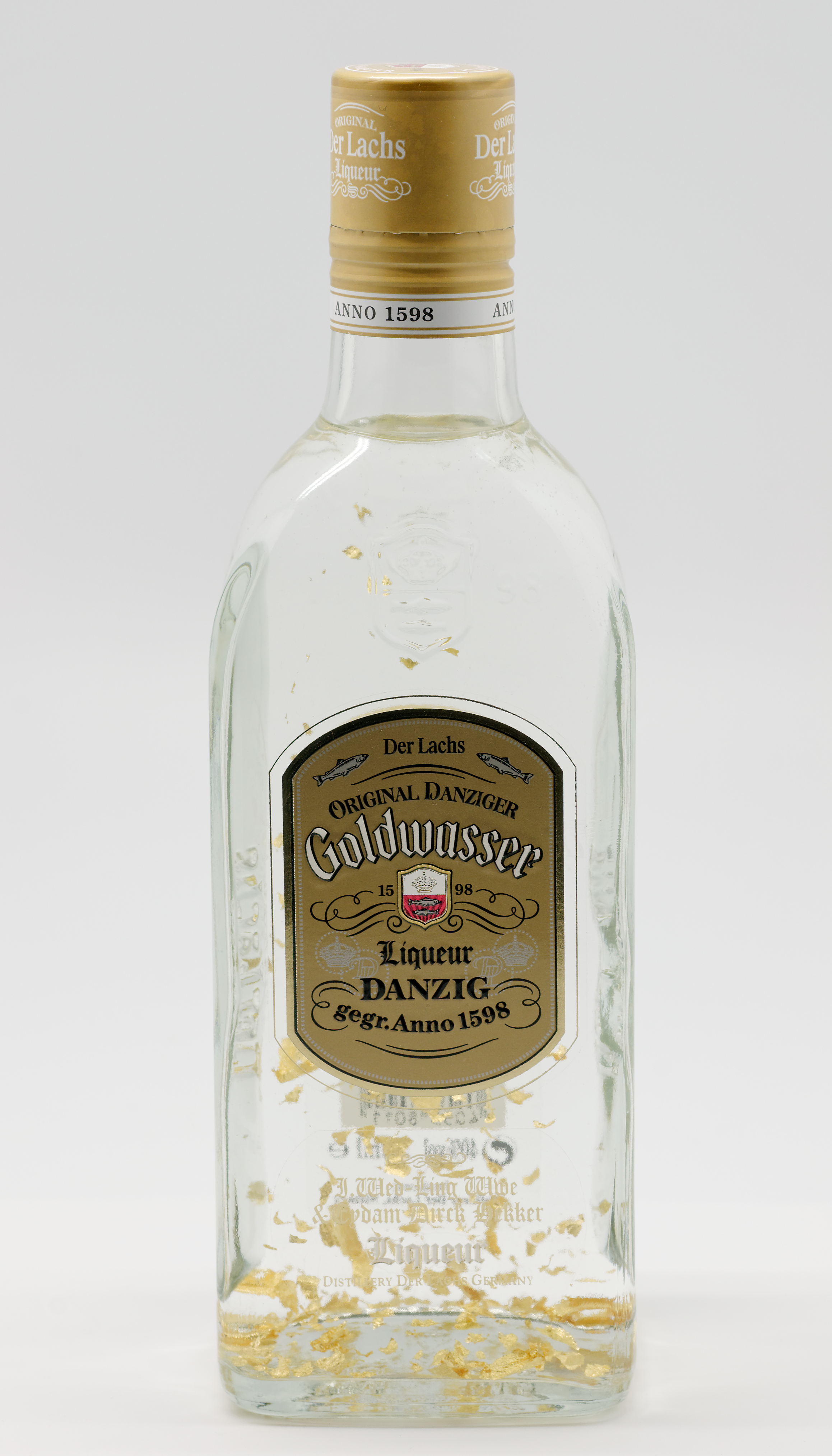
Danziger Goldwasser gedistilleerd door „Der Lachs“

Danziger Goldwasser (Duits, letterlijk Goudwater uit Danzig) is een goudlikeur met kruiden die oorspronkelijk door de firma Der Lachs zu Danzig geproduceerd werd. Danziger Goldwasser was voornamelijk bekend door het feit dat er deeltjes bladgoud door de drank gemengd waren. De firma Der Lachs werd in 1598 door de Nederlandse immigrant Ambrosius Vermollen opgericht.
Hoewel Danziger Goldwasser nog steeds in die huidige Poolse stad Gdańsk kan worden gekocht, wordt de drank sinds het einde van de Tweede Wereldoorlog niet meer ter plaatse gedistilleerd. Het oorspronkelijke merk Der Lachs wordt tegenwoordig door de Duitse firma Hardenberg-Wilthen AG in Nörten-Hardenberg geproduceerd.